# Eutrofizm
Eutrofizm, eutrofia – stan biologiczny siedliska, w którym występuje bogactwo substancji pokarmowych. W środowisku wodnym (np. w jeziorach) umożliwia to obfity rozwój autotrofów (fitoplanktonu, makrofitów). Rozwój planktonu zmniejsza przezroczystość wody, przez co rozwój makrofitów ograniczony jest do płytkiej strefy, a duża ilość opadających szczątków powoduje szybki przyrost osadów dennych. Ich rozkład powoduje duże zużycie tlenu, prowadzi do beztlenowego rozkładu martwych organizmów na dnie jeziora, czyli powstawania mułu, a w dalszym stadium do zarastania płytkich jezior i powstawania niskich torfowisk. Eutrofia jest często naturalnym etapem harmonicznej sukcesji jezior, ale działalność ludzka przyspiesza proces eutrofizacji.